# Подгорія (Бузеу)
Подгорія (рум. Podgoria) — село у повіті Бузеу в Румунії. Адміністративний центр комуни Подгорія.
Село розташоване на відстані 131 км на північний схід від Бухареста, 34 км на північний схід від Бузеу, 77 км на захід від Галаца, 113 км на схід від Брашова.

## Населення
За даними перепису населення 2002 року у селі проживали 728 осіб.
Національний склад населення села:
| Національність | Кількість осіб | Відсоток |
| -------------- | -------------- | -------- |
| румуни         | 717            | 98,5%    |
| цигани         | 11             | 1,5%     |

Рідною мовою назвали:
| Мова      | Кількість осіб | Відсоток |
| --------- | -------------- | -------- |
| румунська | 717            | 98,5%    |
| циганська | 11             | 1,5%     |